# Шрёдер, Карл (гинеколог)
Карл Шрёдер (нем. Karl Schroeder; 11 сентября 1838, Нойштрелиц — 7 февраля 1887, Берлин) — немецкий медик, гинеколог и акушер, педагог. Доктор философии по медицине (1864).

## Биография
Родился в семье директора школы. Изучал медицину в университетах Вюрцбурга и Ростока. После завершения учёбы он стал врачом.
С 1868 года занимал кафедру акушерства в эрлангенском университете и был назначен там же директором родовспомогательного института. До 1876 года возглавлял женскую клинику Эрлангенского университета. Затем был приглашён в клинику Шарите в Берлине, где возглавил женскую клинику заменив Эдуарда Арнольда Мартина.
Особое внимание уделял антисептическим и сложным гинекологическим операциям.
К. Шрёдер был чрезвычайно искусный операционист, ввёл много разных усовершенствований в оперативную технику. Как хирург, Шредер выполнял, среди прочего, тотальную эктомию яичника при карциномах тела (1880) и тотальную эктомию при раке влагалища (1883)
Благодаря его трудам овариотомия получила широкое применение в германских клиниках.
В 1870 году опубликовал важный учебник по акушерству, который позже был переведен на английский язык. 
Среди его наиболее известных учеников и помощников были: Карл Руге (1846–1926), Иоганн Файт (1852–1917), Герман Лёлейн (1847–1901), Макс Хофмейер (1854–1927) и Рихард Фроммель (1854–1912).

## Избранные труды
- «Lehrbuch der Geburtshilfe» (учебник, 1870; 12 изд. обработано Ольсгаузеном, 1892; переведено на русский язык);
- «Krankheiten der weiblichen Geschlechtsorgane» (11-е изд., переведено на русский язык, 1893);
- «Der schwangere und kreissende Uterus. Beitr ä ge zur Anatomie und Physiologie der Geburtskunde» (Бонн, 1886).